# Дробыш-Дробышевский, Алексей Алексеевич
Алексей Алексеевич Дробыш-Дробышевский (20 августа (1 сентября) 1856, Могилев на Днепре — 3 июня 1920, Нижний Новгород) — журналист, литературный критик, переводчик.

## Биография
Алексей Дробыш-Дробышевский родился 20 августа (1 сентября) 1856 года в Могилёве на Днепре в семье надворного советника, принадлежал к дворянскому сословию. Учился в Могилёвской гимназии, затем в нижегородской Аракчеевской гимназии после окончания которой в 1873 году был зачислен вольноопределяющимся в 11-й пехотный Псковский полк. Вскоре вышел в отставку и уехал в Санкт-Петербург, намереваясь поступить в Лесной институт. В столице посещал собрания народнического «кружка артиллеристов», одним из лидеров которого был его товарищ по военной гимназии — Владимир Усачев. Жил на квартире народника Василия Сидорацкого, во время обыска в октябре 1873 года, в вещах Дробыш-Дробышевского жандармы обнаружили письмо адресованное Степанову, юнкеру 11-о пехотного Псковского полка. В письме шла речь о пересылке Степанову запрещённых книг, содержание письма было признано «преступным» и Дробыш-Дробышевский был арестован. С 28 октября 1873 года по 17 апреля 1874 находился в Петропавловской крепости. Был освобождён Высочайшим повелением, ему в наказание было вменено предварительное пребывание под стражей и строгий выговор.
После освобождения, переехал в Киев, где познакомился с Яковом Стефановичем, Иваном Ходьком и Екатериной Брешко-Брешковской и примкнул к народническому кружку «Киевская коммуна». Летом 1874 года занимался распространением революционной литературы среди рабочих сахарного завода в местечке Шполы Звенигородского уезда Киевской губернии. По возвращении в Киев, его товарищи по коммуне отправили Дробыш-Дробышевского в село Плиски Борзнянского уезда Черниговской губернии чтобы предупредить местных народников о запланированном аресте из-за доноса учителя Георгия Трудницкого. В Плисках вестник смог найти лишь Ивана Ходько и Фёклу Донецкую, её помощник Иван Трезвинский в это время был в отъезде. Переночевав в селе, вестник вместе с Иваном Ходько покинул село 22 августа. Через один или два дня за ними последовала учительница Фёкла Донецкая, в Плисках остался только Иван Трезвинский, которого вскоре арестовали.
Сами Дробыш-Дробышевский и Ходько покинув село сели на поезд на станции Плиски. В поезде беглецы заметили, что за ними следят жандармы. Они попытались сойти на товарной киево-курской станции, но жандармы это им запретили. Народники решили сбежать на Киевском вокзале, планируя воспользоваться темнотой (они прибывали ночным поездом). Чтобы разделить стражу, решили выходить в разные двери. Однако жандарм не дал Ходько выйти в другие двери и приказал выходить вместе с товарищем. Ходько заблокировал двери и велел Дробыш-Дробышевскому бежать. Последний прыгнул на рельсы и побежал. В ходе погони жандармам удалось поймать Дробыш-Дробышевского, а Ходько воспользовавшись суматохой скрылся.
Содержался в Нежинском тюремном замке и Доме предварительного заключения, 5 мая 1877 года был предан суду Особого Присутствия Правительствующего Сената. Дробыш-Дробышевский стал одним из фигурантов Дела о пропаганде в Империи, он обвинялся в составлении и участии в противозаконном обществе и в покушении на распространение преступных сочинений. За отказ отвечать на вопросы суда, он был удалён из залы заседаний 1 ноября 1877 года. Двадцатого числа того же месяца он был переведён в Петропавловскую крепость.
Освобождён в январе 1878 года под гласный надзор полиции, но уже в сентябре арестован в Варшаве за революционную пропаганду. За время пребывания в Варшавской тюрьме изучил польский язык. Выслан в Восточную Сибирь (1880). На этапе до Томска познакомился с В. Г. Короленко.
В ссылке Дробыш-Дробышевский начал литературную деятельность. Первая публикация «Золотопромышленная мелюзга» (1883). Статьи, написанные во время пребывания в Енисейске, составили книгу «Очерки золотопромышленности в Енисейской тайге» (1888). По возвращении из Сибири (1887) жил в Нижнем Новгороде на квартире Короленко.
Переехал в Казань (1888). Начал сотрудничать в «Казанском биржевом листке» (вместе с А. И. Богдановичем), налаживать связи с другими поволжскими изданиями. В этот период намечается отход Дробыш-Дробышевского от народнических идей. Сотрудничал в «Казанском вестнике» (1890—1892). Фактический редактор (1893—1894) газеты «Волгарь», способствовал публикациям в ней произведений Максима Горького. Редактировал (1894—1895) «Нижегородский листок», в котором интенсивно сотрудничал Горький. Из редакций этих газет Дробыш-Дробышевский был изгнан по приказу губернатора как политически неблагонадежный.

### «Самарская газета» и конфликт с Горьким
В 1895 году редактором «Самарской газеты» стал Максим Горький, который считал себя недостаточно подготовленным для этой должности и крайне утомлялся одновременно выполняя работу редактора и фельетониста, о чём уведомлял издателя газеты Костерина. Поэтому Горький просил Владимира Короленко поспособствовать назначению Дробыш-Дробышевского редактором газеты. В итоге Дробыш-Дробышевский стал редактором газеты с 1 октября 1895 года. Между новым и старым редактором установились дружеские отношения, однако позже они испортились. Биограф Горького Илья Груздев считал причинами разлада несогласие Дробыш-Дробышевского с фельетонами Горького и подозрение на его счёт. Дробыш-Дробышевский выступал в качестве второго цензора для Горького «портя» его фельетоны. Постоянные увольнения из газет сделали Дробыш-Дробышевского подозрительным человеком, а растущий успех Горького только усиливал тревогу. Он боялся, что Горький выгонит его из газеты снова став редактором и, кроме того, соиздателем Костерина. Тревогу Дробыш-Дробышевского подпитывали слова его жены Юстины Ивановны, которая разделяла его подозрения. Дробыш-Дробышевский пытался с помощью писем настроить против Горького Аненнского, Ашешова и Короленко. Уже в декабре 1895 года Горький решил уйти из газеты, однако издатель Костерин уговорил его остаться. Следующий конфликт приключился в феврале следующего года, когда Горький обвинил редактора в клевете. По его словам, Дробыш-Дробышевский «всем в городе» рассказывал, что Горький интригует против него и хочет выжить из редакции. Когда Горький потребовал объяснений, то Дробыш-Дробышевский написал письмо о прощении и предложил его показать его всем или напечатать. После примирения, Горький в письме своей невесте писал о Дробыш-Дробышевском: «… он не щадит моей репутации и положил на мою честь столько грязных сплетен, сколько хотел… Я положительно теряюсь — не понимаю, откуда у него такая ненависть ко мне.»

### Последующая жизнь
Вёл (с 1901) разделы «Мимоходом» и «Случайные заметки» в «Нижегородском листке». Редактировал (1906—1916) «Нижегородский листок», неоднократно подвергаясь денежным штрафам. Редактировал (1918—1920) «Кооперативный вестник».
Скончался 3 июня 1920 года. Похоронен на Петропавловском кладбище Нижнего Новгорода (захоронение утрачено).

## Семья
Был женат на Юстине Ивановне Дробыш-Дробышевской, которая имела большое влияние на мужа. Как писал Владимир Короленко в письме к Николаю Ашешову: «Порок был прежде в нём один: он допускал вмешательство за себя — своей супруги.»

### Комментарии
1. ↑  В 1925 году Максим Горький писал что, был против назначения Дробыш-Дробышевского и предлагал пригласить Александра Куприна. Исследователь Илья Груздев считал это ошибкой памяти Горького[14].